# أوبن دي سويد فارجاردا - سباق الطريق 2018
أوبن دي سويد فارجاردا - سباق الطريق 2018 هو سباق دراجات هوائية، وهو الموسم الثالث عشر من أوبن دي سويد فارجاردا - سباق الطريق، وأقيم في 13 أغسطس 2018 ضمن سباقات طواف العالم للدراجات للسيدات 2018.
فاز بالمركز الأول ماريان فوس، وبالمركز الثاني كيرستن وايلد، وبالمركز الثالث لوتا ليبيستو.

## الفرق
| فرق سيدات محترفة (18)- يو أي أيه تيم ‏ - أيه آر مونكس برو سيكلينج للسيدات ‏ - بويلز دولمانز 2018 ‏ - BTC City Ljubljana ‏ - كانيون إس آر إيه إم راسينغ 2018 ‏ - Équipe Paule Ka ‏ - فريق كوجياس ميتلر لوك برو للدراجات ‏ - FDJ–Suez ‏ - هايتك بوردكتس-بيرك سبورت 2018 ‏ - Liv AlUla Jayco ‏ - موفيستار للسيدات ‏ - موسم فريق سنويب للسيدات 2018 ‏ - EF Education–Tibco–SVB ‏ - ترك-دروبز 2018 ‏ - فالكار-بي بي إم 2018 ‏ - Team Virtu Cycling Women ‏ - ليف ريسينغ ‏ - Wiggle High5 Pro Cycling ‏ فرق وطنية (2)- فريق النرويج لركوب الدراجات للسيدات 2018 ‏ - فريق السويد لركوب الدراجات للسيدات 2018‏ |  |
| |  |

## التصنيف العام النهائي
| التصنيف العام         | التصنيف العام           | التصنيف العام                     | التصنيف العام | التصنيف العام |
| المتسابقة             | المتسابقة               | الفريق                            | الوقت         |               |
| --------------------- | ----------------------- | --------------------------------- | ------------- | ------------- |
| 1                     | ماريان فوس              | ليف ريسينغ ‏                       | 3 س 27 د 52 ث |               |
| 2                     | كيرستن وايلد            | Wiggle High5 Pro Cycling ‏         | + 2 ث         |               |
| 3                     | لوتا ليبيستو            | Équipe Paule Ka ‏                  | + 2 ث         |               |
| 4                     | إيلينا سيتشيني          | كانيون–إس آر إيه إم ‏              | + 2 ث         |               |
| 5                     | باربرا جوارشي           | Team Virtu Cycling Women ‏         | + 2 ث         |               |
| 6                     | ماريا جوليا كونفالونيري | فالكار سيلانس ‏                    | + 2 ث         |               |
| 7                     | كريستين ماجروس          | إس دي وركس ‏                       | + 2 ث         |               |
| 8                     | كورين ريفيرا            | فريق سنويب للسيدات ‏               | + 3 ث         |               |
| 9                     | ليتيزيا باتيرنوستر      | أيه آر مونكس برو سيكلينج للسيدات ‏ | + 3 ث         |               |
| 10                    | يوجينة بوجاك            | BTC City Ljubljana ‏               | + 4 ث         |               |
|                       |                         |                                   |               |               |
| مصدر: ProCyclingStats |                         |                                   |               |               |

### تصنيف النقاط
| تصنيف النقاط          | تصنيف النقاط        | تصنيف النقاط              | تصنيف النقاط | تصنيف النقاط |
| المتسابقة             | المتسابقة           | الفريق                    | النقاط       |              |
| --------------------- | ------------------- | ------------------------- | ------------ | ------------ |
| 1                     | أنا فان دير بريغين  | إس دي وركس ‏               | 1160 نقطة    |              |
| 2                     | أنيميك فان فليوتن   | Liv AlUla Jayco ‏          | 1075 نقطة    |              |
| 3                     | أماندا سبرات        | Liv AlUla Jayco ‏          | 1010 نقطة    |              |
| 4                     | ماريان فوس          | ليف ريسينغ ‏               | 945 نقطة     |              |
| 5                     | آشلي مولمان         | Équipe Paule Ka ‏          | 942 نقطة     |              |
| 6                     | كاتارزينا نيفيادوما | كانيون–إس آر إيه إم ‏      | 733 نقطة     |              |
| 7                     | ايمي بيترز          | إس دي وركس ‏               | 650 نقطة     |              |
| 8                     | جولين ديهور         | Liv AlUla Jayco ‏          | 637 نقطة     |              |
| 9                     | شانتال بلاك         | إس دي وركس ‏               | 578 نقطة     |              |
| 10                    | كيرستن وايلد        | Wiggle High5 Pro Cycling ‏ | 558 نقطة     |              |
|                       |                     |                           |              |              |
| مصدر: ProCyclingStats |                     |                           |              |              |

## تصنيف الفرق

### الفرق حسب النقاط
| ترتيب الفرق حسب النقاط | ترتيب الفرق حسب النقاط            | ترتيب الفرق حسب النقاط | ترتيب الفرق حسب النقاط |
| الفريق                 | الفريق                            | النقاط                 |                        |
| ---------------------- | --------------------------------- | ---------------------- | ---------------------- |
| 1                      | بويلز دولمانز 2018 ‏               | 3544.97 نقطة           |                        |
| 2                      | Liv AlUla Jayco ‏                  | 3184.02 نقطة           |                        |
| 3                      | كانيون–إس آر إيه إم ‏              | 1947 نقطة              |                        |
| 4                      | ليف ريسينغ ‏                       | 1804.97 نقطة           |                        |
| 5                      | Équipe Paule Ka ‏                  | 1802.01 نقطة           |                        |
| 6                      | موسم فريق سنويب للسيدات 2018 ‏     | 1710.99 نقطة           |                        |
| 7                      | Wiggle High5 Pro Cycling ‏         | 1515.03 نقطة           |                        |
| 8                      | يو أي أيه تيم ‏                    | 1343.98 نقطة           |                        |
| 9                      | فالكار-بي بي إم 2018 ‏             | 660 نقطة               |                        |
| 10                     | أيه آر مونكس برو سيكلينج للسيدات ‏ | 642 نقطة               |                        |
|                        |                                   |                        |                        |
| مصدر: ProCyclingStats  |                                   |                        |                        |

## تصانيف فرعية

### تصنيف أفضل شاب
| تصنيف أفضل شابة       | تصنيف أفضل شابة  | تصنيف أفضل شابة                   | تصنيف أفضل شابة | تصنيف أفضل شابة |
| المتسابقة             | المتسابقة        | الفريق                            | الوقت           |                 |
| --------------------- | ---------------- | --------------------------------- | --------------- | --------------- |
| 1                     | صوفيا بيرتيزولو  | أيه آر مونكس برو سيكلينج للسيدات ‏ |                 |                 |
| 2                     | ليان ليبرت       | فريق سنويب للسيدات ‏               |                 |                 |
| 3                     | Jeanne Korevaar ‏ | ليف ريسينغ ‏                       |                 |                 |
|                       |                  |                                   |                 |                 |
| مصدر: ProCyclingStats |                  |                                   |                 |                 |

## وصلات خارجية
- الموقع الرسمي
- لمحة عن سباق أوبن دي سويد فارجاردا - سباق الطريق 2018 على موقع  ProCyclingStats   (برو  سايكلنج  ستاتس) - إحصاءات  محترفي  الدراجات.
- أوبن دي سويد فارجاردا - سباق الطريق 2018 على موقع إحصائيات الدراجات الإحترافية (الإنجليزية)